# Holker Street
Holker Street, noto anche come SO Legal Stadium per motivi di sponsorizzazione, è un impianto sportivo situato a Barrow-in-Furness, Cumbria, Inghilterra. È sede delle partite casalinghe del Barrow Association Football Club. Lo stadio ha una capacità di 6.500 posti.

## Storia
Inizialmente utilizzato come discarica dalla compagnia ferroviaria locale Furness Railway, fu convertito in campo da calcio dal club Hindpool Athletic.
Nel 1909, dopo aver giocato in diversi campi della città, il Barrow si stabilì definitivamente al terreno di Holker Street con un contratto di affitto quinquennale. La prima partita giocata dalla squadra su questo campo fu un incontro di campionato della Lancashire Combination contro l'Eccles Borough, conclusosi con una vittoria per 5-2.
La prima struttura costruita sul terreno fu una tribuna in legno con posti a sedere nel 1912. Entro il 1921, quando il Barrow rientrò a far parte nella nuova Terza Divisione (Nord) della Football League, l'impianto venne ammodernato, implementando terrazze coperte su tre lati, spogliatoi e tornelli posti all'ingresso.
Negli anni '70, lo stadio ospitò anche diverse gare di speedway, ma il tracciato fu più tardi rimosso per conformarsi ai regolamenti della lega. Nel 2020, Holker Street ha visto ulteriori lavori di manutenzione per soddisfare i requisiti della Football League dopo la conquista della promozione del Barrow in National League. Questi aggiornamenti includevano miglioramenti alle tribune, alle aree per i media e ai servizi per i tifosi.

## Settori
- Tribuna Principale (Main Stand): Situata lungo un lato del campo, offre posti a sedere coperti ed è riservata ai tifosi locali. È dotata di strutture per i media e diverse aree di ospitalità.
- Holker Street End: Collocata dietro una delle porte, è una terrazza scoperta.
- Steelworks End: Situata dietro l'altra porta, è simile all'Holker Street End ma riservata ai tifosi ospiti. Anch'essa è una terrazza scoperta.
- Tribuna Popolare (Popular Side): Terrazza coperta situata sul lato opposto alla Main Stand, offre una combinazione di posti a sedere e in piedi.
- Corner Stands: Piccole sezioni di posti a sedere e terrazze situate in alcuni angoli dello stadio, che aumentano la capacità complessiva e offrono visuali differenti del campo[1].

## Dati statistici
L'affluenza media registrata è di circa 3.492 tifosi per partita.
Il record di affluenza allo stadio Holker Street è stato stabilito durante la partita Barrow-Swansea Town del 9 gennaio 1954, terzo turno della FA Cup, con 16.784 spettatori presenti. La partita terminò 2-2, ma nel replay giocato in casa del Swansea Town le rondini furono sconfitte per 4-2.